# 1997-es ifjúsági labdarúgó-világbajnokság
Az 1997-es ifjúsági labdarúgó-világbajnokságot június 16. és július 5. között rendezték Malajziában. Ezen a világbajnokságon már 24 csapat vett részt.  A tornát az argentin csapat nyerte meg.
A világbajnokságon részt vett a magyar korosztályos válogatott is. A csoportmérkőzések során mindhárom mérkőzésüket elveszítették, így kiestek.

## Résztvevők
| Szövetség                                         | Csapatok                                                                   |
| ------------------------------------------------- | -------------------------------------------------------------------------- |
| AFC (Ázsia)                                       | Dél-Korea · Egyesült Arab Emírségek · Japán · Kína                         |
| CAF (Afrika)                                      | Dél-afrikai Köztársaság · Elefántcsontpart · Ghána · Marokkó               |
| CONCACAF (Észak és Közép-amerikai, Karibi térség) | Costa Rica · Egyesült Államok · Kanada · Mexikó                            |
| CONMEBOL (Dél-Amerika)                            | Argentína · Brazília · Paraguay · Uruguay                                  |
| OFC (Óceánia)                                     | Ausztrália                                                                 |
| UEFA (Európa)                                     | Anglia · Belgium · Franciaország · Írország · Magyarország · Spanyolország |
| Rendező ország                                    | Malajzia                                                                   |

## Játékvezetők
| Afrika - Abderrahim El Arjoun - Falla N’Doye Ázsia - Nik Ahmad Haji Yaakub - Kim Jongdzsu - Szaad Kamíl al-Fadli - Intaz Shah Dél-Amerika - Valenzano Ubaldo Aquino - Óscar Ruiz - José Luis da Rosa Varela | Észak-, Közép-Amerika és a Karibi-térség - León Padro Borja - Peter Prendergast Európa - Amand Ancion - Georg Dardenne - Karl-Erik Nilsson - Piller Sándor - Gilles Veissière |

## Csoportkör
A csoportokból az első két helyezett, illetve a négy legjobb harmadik helyezett jutott tovább a nyolcaddöntőbe. Onnantól egyenes kieséses rendszerben folytatódott a torna.
| Jelmagyarázat |
| --- |
| A csoportok első két helyezettje bejutott az egyenes kieséses szakaszba                                               |
| A csoportok négy legjobb harmadik helyezettje bejutott az egyenes kieséses szakaszba                                  |
| A csoportok két legrosszabb harmadik helyezettjének és a csoportok negyedik helyezettjének véget ért a világbajnokság |

### A csoport
| Csapat   | M | Gy | D | V | G+ | G– | Gk | P |
| -------- | - | -- | - | - | -- | -- | -- | - |
| Uruguay  | 3 | 2  | 1 | 0 | 6  | 1  | +5 | 7 |
| Marokkó  | 3 | 1  | 2 | 0 | 4  | 2  | +2 | 5 |
| Belgium  | 3 | 1  | 1 | 1 | 4  | 4  | 0  | 4 |
| Malajzia | 3 | 0  | 0 | 3 | 2  | 9  | –7 | 0 |

| 1997. június 16. 21:00 |

| Malajzia          | 1–3               | Marokkó                               |
| ----------------- | ----------------- | ------------------------------------- |
| Safri 10' (öngól) | (1–2) Jegyzőkönyv | Sektioui 14' Khamma 33' El Barodi 93' |

| Shah Alam Stadium, Kuala Lumpur Nézőszám: 25 000 Játékvezető: Gilles Veissière (francia) |

| 1997. június 17. 20:00 |

| Uruguay                    | 3–0               | Belgium |
| -------------------------- | ----------------- | ------- |
| Podesta 41' Coelho 56' 79' | (1–0) Jegyzőkönyv |         |

| Shah Alam Stadium, Kuala Lumpur Nézőszám: 2000 Játékvezető: Kim Jongdzsu (dél-koreai) |

| 1997. június 19. 17:30 |

| Malajzia        | 1–3               | Uruguay                                  |
| --------------- | ----------------- | ---------------------------------------- |
| Nik Leh Nik 11' | (1–2) Jegyzőkönyv | Zalayeta 24' Haled 39' (öngól) López 77' |

| Shah Alam Stadium, Kuala Lumpur Nézőszám: 10 000 Játékvezető: Gilles Veissière (francia) |

| 1997. június 19. 20:00 |

| Marokkó     | 1–1               | Belgium             |
| ----------- | ----------------- | ------------------- |
| Termina 79' | (0–0) Jegyzőkönyv | Van Handenhoven 60' |

| Shah Alam Stadium, Kuala Lumpur Nézőszám: 8000 Játékvezető: Valenzano Ubaldo Aquino (paraguayi) |

| 1997. június 22. 17:30 |

| Malajzia | 0–3               | Belgium                             |
| -------- | ----------------- | ----------------------------------- |
|          | (0–2) Jegyzőkönyv | Van Handenhoven 10' 30' Remacle 83' |

| Shah Alam Stadium, Kuala Lumpur Nézőszám: 25 000 Játékvezető: Valenzano Ubaldo Aquino (paraguayi) |

| 1997. június 22. 20:00 |

| Marokkó | 0–0         | Uruguay |
| ------- | ----------- | ------- |
|         | Jegyzőkönyv |         |

| Shah Alam Stadium, Kuala Lumpur Nézőszám: 25 000 Játékvezető: Kim Jongdzsu (dél-koreai) |

### B csoport
| Csapat                  | M | Gy | D | V | G+ | G– | Gk  | P |
| ----------------------- | - | -- | - | - | -- | -- | --- | - |
| Brazília                | 3 | 3  | 0 | 0 | 15 | 3  | +12 | 9 |
| Franciaország           | 3 | 2  | 0 | 1 | 8  | 7  | +1  | 6 |
| Dél-afrikai Köztársaság | 3 | 0  | 1 | 2 | 2  | 6  | –4  | 1 |
| Dél-Korea               | 3 | 0  | 1 | 2 | 5  | 14 | –9  | 1 |

| 1997. június 17. 16:30 |

| Dél-Korea | 0–0         | Dél-afrikai Köztársaság |
| --------- | ----------- | ----------------------- |
|           | Jegyzőkönyv |                         |

| Sarawak Stadium, Kuching Nézőszám: 20 000 Játékvezető: Georg Dardenne (német) |

| 1997. június 17. 20:45 |

| Franciaország | 0–3               | Brazília                                   |
| ------------- | ----------------- | ------------------------------------------ |
|               | (0–1) Jegyzőkönyv | Alex 5' Adaílton 61' Silvestre 90' (öngól) |

| Sarawak Stadium, Kuching Nézőszám: 40 000 Játékvezető: Nik Ahmad Haji Yaakub (malajziai) |

| 1997. június 19. 16:30 |

| Dél-Korea                    | 2–4               | Franciaország                 |
| ---------------------------- | ----------------- | ----------------------------- |
| Park J.S. 54' 68' (11-esből) | (0–3) Jegyzőkönyv | Henry 1' 10' Trézéguet 2' 52' |

| Sarawak Stadium, Kuching Nézőszám: 3246 Játékvezető: Peter Prendergast (jamaicai) |

| 1997. június 19. 19:15 |

| Dél-afrikai Köztársaság | 0–2               | Brazília         |
| ----------------------- | ----------------- | ---------------- |
|                         | (0–0) Jegyzőkönyv | Adaílton 53' 57' |

| Sarawak Stadium, Kuching Nézőszám: 7939 Játékvezető: Georg Dardenne (német) |

| 1997. június 22. 16:30 |

| Dél-Korea                           | 3–10              | Brazília                                                                                  |
| ----------------------------------- | ----------------- | ----------------------------------------------------------------------------------------- |
| Lee K.W. 56' Chung 73' Lee J.M. 89' | (0–6) Jegyzőkönyv | Fernandão 19' 42' Adaílton 30' 32' (11-esből) 35' (11-esből) 39' 63' 69' Zé Elias 68' 82' |

| Sarawak Stadium, Kuching Nézőszám: 9576 Játékvezető: Nik Ahmad Haji Yaakub (malajziai) |

| 1997. június 22. 19:15 |

| Dél-afrikai Köztársaság | 2–4               | Franciaország                          |
| ----------------------- | ----------------- | -------------------------------------- |
| Hartley 42' 90'         | (1–1) Jegyzőkönyv | Trézéguet 22' 61' Henry 83' Luccin 89' |

| Sarawak Stadium, Kuching Nézőszám: 9757 Játékvezető: Peter Prendergast (jamaicai) |

### C csoport
| Csapat           | M | Gy | D | V | G+ | G– | Gk | P |
| ---------------- | - | -- | - | - | -- | -- | -- | - |
| Ghána            | 3 | 2  | 1 | 0 | 4  | 2  | +2 | 7 |
| Írország         | 3 | 1  | 1 | 1 | 4  | 4  | 0  | 4 |
| Egyesült Államok | 3 | 1  | 0 | 2 | 2  | 3  | –1 | 3 |
| Kína             | 3 | 0  | 2 | 1 | 2  | 3  | –1 | 2 |

| 1997. június 17. 17:30 |

| Ghána                 | 2–1               | Írország   |
| --------------------- | ----------------- | ---------- |
| Gambo 27' Mouktar 66' | (1–0) Jegyzőkönyv | Molloy 51' |

| Darul Aman Stadium, Alor Setar Nézőszám: 5100 Játékvezető: Óscar Ruiz (kolumbiai) |

| 1997. június 17. 20:00 |

| Kína | 0–1               | Egyesült Államok |
| ---- | ----------------- | ---------------- |
|      | (0–0) Jegyzőkönyv | West 90'         |

| Darul Aman Stadium, Alor Setar Nézőszám: 9769 Játékvezető: Amand Ancion (belga) |

| 1997. június 19. 17:30 |

| Ghána      | 1–1               | Kína         |
| ---------- | ----------------- | ------------ |
| Appiah 74' | (0–1) Jegyzőkönyv | Li Jinyu 43' |

| Darul Aman Stadium, Alor Setar Nézőszám: 5000 Játékvezető: León Padro Borja (mexikói) |

| 1997. június 19. 20:00 |

| Írország                        | 2–1               | Egyesült Államok      |
| ------------------------------- | ----------------- | --------------------- |
| Cummins 6' Corrales 25' (öngól) | (2–1) Jegyzőkönyv | Flores 39' (11-esből) |

| Darul Aman Stadium, Alor Setar Nézőszám: 5000 Játékvezető: Óscar Ruiz (kolumbiai) |

| 1997. június 22. 17:30 |

| Ghána           | 1–0               | Egyesült Államok |
| --------------- | ----------------- | ---------------- |
| Ofori-Quaye 32' | (1–0) Jegyzőkönyv |                  |

| Darul Aman Stadium, Alor Setar Nézőszám: 8000 Játékvezető: Saad Mane (kuvaiti) |

| 1997. június 22. 20:00 |

| Írország    | 1–1               | Kína          |
| ----------- | ----------------- | ------------- |
| Cummins 21' | (1–1) Jegyzőkönyv | Wang Peng 11' |

| Darul Aman Stadium, Alor Setar Nézőszám: 9000 Játékvezető: José Luis da Rosa Varela (uruguayi) |

### D csoport
| Csapat        | M | Gy | D | V | G+ | G– | Gk | P |
| ------------- | - | -- | - | - | -- | -- | -- | - |
| Spanyolország | 3 | 3  | 0 | 0 | 8  | 2  | +6 | 9 |
| Japán         | 3 | 1  | 1 | 1 | 10 | 7  | +3 | 4 |
| Paraguay      | 3 | 0  | 2 | 1 | 5  | 6  | –1 | 2 |
| Costa Rica    | 3 | 0  | 1 | 2 | 3  | 11 | –8 | 1 |

| 1997. június 18. 17:30 |

| Japán                      | 1–2               | Spanyolország          |
| -------------------------- | ----------------- | ---------------------- |
| Janagiszava 65' (11-esből) | (0–1) Jegyzőkönyv | Farinós 23' Angulo 56' |

| Darulmakmur Stadium, Kuantan Nézőszám: 5000 Játékvezető: José Luis da Rosa Varela (uruguayi) |

| 1997. június 18. 20:00 |

| Costa Rica | 1–1               | Paraguay  |
| ---------- | ----------------- | --------- |
| Bryce 45'  | (1–0) Jegyzőkönyv | Román 59' |

| Darulmakmur Stadium, Kuantan Nézőszám: 5000 Játékvezető: Saad Mane (kuvaiti) |

| 1997. június 20. 17:30 |

| Japán                                                | 6–2               | Costa Rica            |
| ---------------------------------------------------- | ----------------- | --------------------- |
| Óno 3' 22' Nakamura 7' Jojo 78' Fukuda 93' Nagai 95' | (3–1) Jegyzőkönyv | Ledezma 28' Solís 59' |

| Darulmakmur Stadium, Kuantan Nézőszám: 9000 Játékvezető: José Luis da Rosa Varela (uruguayi) |

| 1997. június 20. 20:00 |

| Spanyolország | 2–1               | Paraguay     |
| ------------- | ----------------- | ------------ |
| Deus 30' 78'  | (1–0) Jegyzőkönyv | Morinigo 65' |

| Darulmakmur Stadium, Kuantan Nézőszám: 9000 Játékvezető: Saad Mane (kuvaiti) |

| 1997. június 23. 17:30 |

| Japán                                 | 3–3               | Paraguay                             |
| ------------------------------------- | ----------------- | ------------------------------------ |
| Jojo 31' Hirojama 45' Janagiszava 62' | (2–2) Jegyzőkönyv | Cáceres 17' Da Silva 38' Samudio 67' |

| Darulmakmur Stadium, Kuantan Nézőszám: 5000 Játékvezető: Abderrahim El Arjoun (marokkói) |

| 1997. június 23. 20:00 |

| Spanyolország                                           | 4–0               | Costa Rica |
| ------------------------------------------------------- | ----------------- | ---------- |
| Rivera 3' Albelda 23' Farinós 24' (11-esből) Ribera 78' | (3–0) Jegyzőkönyv |            |

| Darulmakmur Stadium, Kuantan Nézőszám: 5000 Játékvezető: Karl-Erik Nilsson (svéd) |

### E csoport
| Csapat       | M | Gy | D | V | G+ | G– | Gk | P |
| ------------ | - | -- | - | - | -- | -- | -- | - |
| Ausztrália   | 3 | 2  | 1 | 0 | 5  | 3  | +2 | 7 |
| Argentína    | 3 | 2  | 0 | 1 | 8  | 5  | +3 | 6 |
| Kanada       | 3 | 1  | 1 | 1 | 3  | 3  | 0  | 4 |
| Magyarország | 3 | 0  | 0 | 3 | 1  | 6  | –5 | 0 |

| 1997. június 18. 17:30 |

| Magyarország | 0–3               | Argentína                         |
| ------------ | ----------------- | --------------------------------- |
|              | (0–2) Jegyzőkönyv | Romeo 9' Scaloni 42' Riquelme 50' |

| Utama Stadium, Kangar Nézőszám: 13 000 Játékvezető: Abderrahim El Arjoun (marokkói) |

| 1997. június 18. 20:00 |

| Ausztrália | 0–0         | Kanada |
| ---------- | ----------- | ------ |
|            | Jegyzőkönyv |        |

| Utama Stadium, Kangar Nézőszám: 13 000 Játékvezető: Karl-Erik Nilsson (svéd) |

| 1997. június 20. 17:30 |

| Magyarország | 0–1               | Ausztrália  |
| ------------ | ----------------- | ----------- |
|              | (0–0) Jegyzőkönyv | Allsopp 90' |

| Utama Stadium, Kangar Nézőszám: 6000 Játékvezető: Abderrahim El Arjoun (marokkói) |

| 1997. június 20. 20:00 |

| Argentína              | 2–1               | Kanada              |
| ---------------------- | ----------------- | ------------------- |
| Romeo 32' Riquelme 65' | (1–1) Jegyzőkönyv | Bent 43' (11-esből) |

| Utama Stadium, Kangar Nézőszám: 12 000 Játékvezető: Karl-Erik Nilsson (svéd) |

| 1997. június 23. 17:30 |

| Magyarország        | 1–2               | Kanada                   |
| ------------------- | ----------------- | ------------------------ |
| Szili 3' (11-esből) | (1–1) Jegyzőkönyv | De Rosario 6' Kindel 64' |

| Utama Stadium, Kangar Nézőszám: 4000 Játékvezető: León Padro Borja (mexikói) |

| 1997. június 23. 20:00 |

| Argentína                                     | 3–4               | Ausztrália                             |
| --------------------------------------------- | ----------------- | -------------------------------------- |
| Romeo 9' Placente 70' Riquelme 88' (11-esből) | (1–2) Jegyzőkönyv | Salapasidis 39' 40' 55' 90' (11-esből) |

| Utama Stadium, Kangar Nézőszám: 8000 Játékvezető: Amand Ancion (belga) |

### F csoport
| Csapat                  | M | Gy | D | V | G+ | G– | Gk | P |
| ----------------------- | - | -- | - | - | -- | -- | -- | - |
| Anglia                  | 3 | 3  | 0 | 0 | 8  | 1  | +7 | 9 |
| Mexikó                  | 3 | 1  | 1 | 1 | 6  | 2  | +4 | 4 |
| Egyesült Arab Emírségek | 3 | 1  | 0 | 2 | 2  | 10 | –8 | 3 |
| Elefántcsontpart        | 3 | 0  | 1 | 2 | 2  | 5  | –3 | 1 |

| 1997. június 18. 17:30 |

| Mexikó                                                             | 5–0               | Egyesült Arab Emírségek |
| ------------------------------------------------------------------ | ----------------- | ----------------------- |
| Lillingston 26' 56' (11-esből) Carino 40' Torres 60' Santacruz 70' | (2–0) Jegyzőkönyv |                         |

| Larkin Stadium, Johor Bahru Nézőszám: 14 000 Játékvezető: Piller Sándor (magyar) |

| 1997. június 18. 20:00 |

| Elefántcsontpart | 1–2               | Anglia                          |
| ---------------- | ----------------- | ------------------------------- |
| Cisse 22'        | (1–1) Jegyzőkönyv | Owen 6' (11-esből) Shepherd 69' |

| Larkin Stadium, Johor Bahru Nézőszám: 14 000 Játékvezető: Intaz Shah (Fidzsi-szigeteki) |

| 1997. június 20. 17:30 |

| Mexikó          | 1–1               | Elefántcsontpart |
| --------------- | ----------------- | ---------------- |
| Lillingston 44' | (1–1) Jegyzőkönyv | Dié 33'          |

| Larkin Stadium, Johor Bahru Nézőszám: 9000 Játékvezető: Intaz Shah (Fidzsi-szigeteki) |

| 1997. június 20. 20:00 |

| Egyesült Arab Emírségek | 0–5               | Anglia                                                    |
| ----------------------- | ----------------- | --------------------------------------------------------- |
|                         | (0–2) Jegyzőkönyv | Murphy 7' 35' 50' (11-esből) Owen 52' Abdulla 60' (öngól) |

| Larkin Stadium, Johor Bahru Nézőszám: 12 000 Játékvezető: Falla N'Doye (szenegáli) |

| 1997. június 23. 17:30 |

| Mexikó | 0–1               | Anglia   |
| ------ | ----------------- | -------- |
|        | (0–0) Jegyzőkönyv | Owen 65' |

| Larkin Stadium, Johor Bahru Nézőszám: 9000 Játékvezető: Falla N'Doye (szenegáli) |

| 1997. június 23. 20:00 |

| Egyesült Arab Emírségek | 2–0               | Elefántcsontpart |
| ----------------------- | ----------------- | ---------------- |
| Ali 52' Kazim 85'       | (0–0) Jegyzőkönyv |                  |

| Larkin Stadium, Johor Bahru Nézőszám: 9000 Játékvezető: Piller Sándor (magyar) |

### Harmadik helyezett csapatok sorrendje
| Jelmagyarázat                                                                        |
| ------------------------------------------------------------------------------------ |
| A csoportok négy legjobb harmadik helyezettje bejutott az egyenes kieséses szakaszba |
| A csoportok két legrosszabb harmadik helyezettjének véget ért a világbajnokság       |

| Csoport | Csapat                  | M | Gy | D | V | G+ | G– | Gk | P |
| ------- | ----------------------- | - | -- | - | - | -- | -- | -- | - |
| A       | Belgium                 | 3 | 1  | 1 | 1 | 4  | 4  | 0  | 4 |
| E       | Kanada                  | 3 | 1  | 1 | 1 | 3  | 3  | 0  | 4 |
| C       | Egyesült Államok        | 3 | 1  | 0 | 2 | 2  | 3  | –1 | 3 |
| F       | Egyesült Arab Emírségek | 3 | 1  | 0 | 2 | 2  | 10 | –8 | 3 |
| D       | Paraguay                | 3 | 0  | 2 | 1 | 5  | 6  | –1 | 2 |
| B       | Dél-afrikai Köztársaság | 3 | 0  | 1 | 2 | 2  | 6  | –4 | 1 |

## Egyenes kieséses szakasz
|  |                           |                         |                           |                           |                      |                      |                          |               |               |               |                          |                          |                          |  |  |       |       |       |
|  | Nyolcaddöntők             | Nyolcaddöntők           | Nyolcaddöntők             |                           |                      | Negyeddöntők         | Negyeddöntők             | Negyeddöntők  |               |               | Elődöntők                | Elődöntők                | Elődöntők                |  |  | Döntő | Döntő | Döntő |
|  | Nyolcaddöntők             | Nyolcaddöntők           | Nyolcaddöntők             |                           |                      | Negyeddöntők         | Negyeddöntők             | Negyeddöntők  |               |               | Elődöntők                | Elődöntők                | Elődöntők                |  |  | Döntő | Döntő | Döntő |
|  | június 25. – Kuala Lumpur |                         |                           |                           |                      |                      |                          |               |               |               |                          |                          |                          |  |  |       |       |       |
|  |                           |                         |                           |                           |                      |                      |                          |               |               |               |                          |                          |                          |  |  |       |       |       |
|  | A1                        | Uruguay                 | 3                         |                           |                      |                      |                          |               |               |               |                          |                          |                          |  |  |       |       |       |
|  | A1                        | Uruguay                 | 3                         | június 29. – Kuala Lumpur |                      |                      |                          |               |               |               |                          |                          |                          |  |  |       |       |       |
|  | CDE3                      | Egyesült Államok        | 0                         |                           |                      |                      |                          |               |               |               |                          |                          |                          |  |  |       |       |       |
|  | CDE3                      | Egyesült Államok        | 0                         |                           |                      | Uruguay              | Uruguay                  | 1 (7)         |               |               |                          |                          |                          |  |  |       |       |       |
|  | június 25. – Kuching      |                         |                           |                           |                      | Uruguay              | Uruguay                  | 1 (7)         |               |               |                          |                          |                          |  |  |       |       |       |
|  |                           |                         | Franciaország             | Franciaország             | 1 (6)                |                      |                          |               |               |               |                          |                          |                          |  |  |       |       |       |
|  | F2                        | Mexikó                  | Franciaország             | Franciaország             | 1 (6)                | 0                    |                          |               |               |               |                          |                          |                          |  |  |       |       |       |
|  | F2                        | Mexikó                  |                           |                           |                      | 0                    | július 2. – Kuala Lumpur |               |               |               |                          |                          |                          |  |  |       |       |       |
|  | B2                        | Franciaország           | 1                         |                           |                      |                      |                          |               |               |               |                          |                          |                          |  |  |       |       |       |
|  | B2                        | Franciaország           | 1                         |                           |                      | Uruguay              | Uruguay                  | 3             |               |               |                          |                          |                          |  |  |       |       |       |
|  | június 26. – Kangar       |                         |                           |                           |                      | Uruguay              | Uruguay                  | 3             |               |               |                          |                          |                          |  |  |       |       |       |
|  |                           |                         | Ghána                     | Ghána                     | 2                    |                      |                          |               |               |               |                          |                          |                          |  |  |       |       |       |
|  | E1                        | Ausztrália              | Ghána                     | Ghána                     | 2                    | 0                    |                          |               |               |               |                          |                          |                          |  |  |       |       |       |
|  | E1                        | Ausztrália              | június 29. – Johor Bahru  |                           |                      | 0                    |                          |               |               |               |                          |                          |                          |  |  |       |       |       |
|  | D2                        | Japán                   | 1                         |                           |                      |                      |                          |               |               |               |                          |                          |                          |  |  |       |       |       |
|  | D2                        | Japán                   | 1                         |                           |                      | Japán                | Japán                    | 1             |               |               |                          |                          |                          |  |  |       |       |       |
|  | június 26. – Alor Setar   |                         |                           |                           |                      | Japán                | Japán                    | 1             |               |               |                          |                          |                          |  |  |       |       |       |
|  |                           |                         | Ghána                     | Ghána                     | 2                    |                      |                          |               |               |               |                          |                          |                          |  |  |       |       |       |
|  | C1                        | Ghána                   | Ghána                     | Ghána                     | 2                    | 3                    |                          |               |               |               |                          |                          |                          |  |  |       |       |       |
|  | C1                        | Ghána                   |                           |                           |                      | 3                    | július 5. – Kuala Lumpur |               |               |               |                          |                          |                          |  |  |       |       |       |
|  | ABF3                      | Egyesült Arab Emírségek | 0                         |                           |                      |                      |                          |               |               |               |                          |                          |                          |  |  |       |       |       |
|  | ABF3                      | Egyesült Arab Emírségek | 0                         |                           |                      | Uruguay              | Uruguay                  | 1             |               |               |                          |                          |                          |  |  |       |       |       |
|  | június 26. – Kuantan      |                         |                           |                           |                      | Uruguay              | Uruguay                  | 1             |               |               |                          |                          |                          |  |  |       |       |       |
|  |                           |                         | Argentína                 | Argentína                 | 2                    |                      |                          |               |               |               |                          |                          |                          |  |  |       |       |       |
|  | D1                        | Spanyolország           | Argentína                 | Argentína                 | 2                    | 2                    |                          |               |               |               |                          |                          |                          |  |  |       |       |       |
|  | D1                        | Spanyolország           | június 29. – Kuala Lumpur |                           |                      | 2                    |                          |               |               |               |                          |                          |                          |  |  |       |       |       |
|  | BEF3                      | Kanada                  | 0                         |                           |                      |                      |                          |               |               |               |                          |                          |                          |  |  |       |       |       |
|  | BEF3                      | Kanada                  | 0                         |                           |                      | Spanyolország        | Spanyolország            | 0             |               |               |                          |                          |                          |  |  |       |       |       |
|  | június 25. – Kuala Lumpur |                         |                           |                           |                      | Spanyolország        | Spanyolország            | 0             |               |               |                          |                          |                          |  |  |       |       |       |
|  |                           |                         | Írország                  | Írország                  | 1                    |                      |                          |               |               |               |                          |                          |                          |  |  |       |       |       |
|  | C2                        | Írország                | Írország                  | Írország                  | 1                    | 2                    |                          |               |               |               |                          |                          |                          |  |  |       |       |       |
|  | C2                        | Írország                |                           |                           |                      | 2                    | július 2. – Kuching      |               |               |               |                          |                          |                          |  |  |       |       |       |
|  | A2                        | Marokkó                 | 1                         |                           |                      |                      |                          |               |               |               |                          |                          |                          |  |  |       |       |       |
|  | A2                        | Marokkó                 | 1                         |                           |                      | Írország             | Írország                 | 0             |               |               |                          |                          |                          |  |  |       |       |       |
|  | június 26. – Johor Bahru  |                         |                           |                           |                      | Írország             | Írország                 | 0             |               |               |                          |                          |                          |  |  |       |       |       |
|  |                           |                         | Argentína                 | Argentína                 | 1                    |                      |                          | Bronzmérkőzés | Bronzmérkőzés | Bronzmérkőzés |                          |                          |                          |  |  |       |       |       |
|  | F1                        | Anglia                  | Argentína                 | Argentína                 | 1                    | 1                    |                          |               |               | Bronzmérkőzés |                          |                          |                          |  |  |       |       |       |
|  | F1                        | Anglia                  |                           |                           | június 29. – Kuching | június 29. – Kuching | június 29. – Kuching     |               |               |               | július 5. – Kuala Lumpur | július 5. – Kuala Lumpur | július 5. – Kuala Lumpur |  |  |       |       |       |
|  | E2                        | Argentína               | 2                         |                           | június 29. – Kuching | június 29. – Kuching | június 29. – Kuching     |               |               |               | július 5. – Kuala Lumpur | július 5. – Kuala Lumpur | július 5. – Kuala Lumpur |  |  |       |       |       |
|  | E2                        | Argentína               | 2                         |                           |                      | Argentína            | Argentína                | 2             | Ghána         | Ghána         | 1                        |                          |                          |  |  |       |       |       |
|  | június 25. – Kuching      |                         |                           |                           |                      | Argentína            | Argentína                | 2             | Ghána         | Ghána         | 1                        |                          |                          |  |  |       |       |       |
|  |                           |                         | Brazília                  | Brazília                  | 0                    |                      |                          | Írország      | Írország      | 2             |                          |                          |                          |  |  |       |       |       |
|  | B1                        | Brazília                | Brazília                  | Brazília                  | 0                    | 10                   |                          | Írország      | Írország      | 2             |                          |                          |                          |  |  |       |       |       |
|  | B1                        | Brazília                |                           |                           |                      |                      |                          |               |               |               |                          |                          |                          |  |  |       |       |       |
|  | ACD3                      | Belgium                 | 0                         |                           |                      |                      |                          |               |               |               |                          |                          |                          |  |  |       |       |       |
|  | ACD3                      | Belgium                 | 0                         |                           |                      |                      |                          |               |               |               |                          |                          |                          |  |  |       |       |       |

### Nyolcaddöntők
| 1997. június 25. 16:15 |

| Brazília                                                                       | 10–0              | Belgium |
| ------------------------------------------------------------------------------ | ----------------- | ------- |
| Álvaro 3' 13' Éder 32' Alex 41' 48' 85' Roni 67' 78' Adaílton 82' Zé Elias 87' | (4–0) Jegyzőkönyv |         |

| Sarawak Stadium, Kuching Nézőszám: 8267 Játékvezető: Szaad Kamíl al-Fadli (kuvaiti) |

| 1997. június 25. 17:30 |

| Uruguay                      | 3–0               | Egyesült Államok |
| ---------------------------- | ----------------- | ---------------- |
| Zalayeta 24' 34' Olivera 41' | (3–0) Jegyzőkönyv |                  |

| Shah Alam Stadium, Kuala Lumpur Nézőszám: 2500 Játékvezető: Georg Dardenne (német) |

| 1997. június 25. 19:15 |

| Mexikó | 0–1               | Franciaország |
| ------ | ----------------- | ------------- |
|        | (0–0) Jegyzőkönyv | Luccin 90'    |

| Sarawak Stadium, Kuching Nézőszám: 10 101 Játékvezető: Valenzano Ubaldo Aquino (paraguayi) |

| 1997. június 25. 20:30 |

| Írország          | 2–1 (h. u.)                 | Marokkó           |
| ----------------- | --------------------------- | ----------------- |
| Fenn 35' Duff 97' | (1–1, 1–1, 2–1) Jegyzőkönyv | Inman 43' (öngól) |

| Shah Alam Stadium, Kuala Lumpur Nézőszám: 3000 Játékvezető: Peter Prendergast (jamaicai) |

| 1997. június 26. 16:30 |

| Ausztrália | 0–1               | Japán           |
| ---------- | ----------------- | --------------- |
|            | (0–1) Jegyzőkönyv | Janagiszava 44' |

| Utama Stadium, Kangar Nézőszám: 8000 Játékvezető: León Padro Borja (mexikói) |

| 1997. június 26. 17:15 |

| Anglia        | 1–2               | Argentína                         |
| ------------- | ----------------- | --------------------------------- |
| Carragher 49' | (0–2) Jegyzőkönyv | Riquelme 10' (11-esből) Aimar 26' |

| Larkin Stadium, Johor Bahru Nézőszám: 17 000 Játékvezető: Piller Sándor (magyar) |

| 1997. június 26. 19:40 |

| Ghána                         | 3–0               | Egyesült Arab Emírségek |
| ----------------------------- | ----------------- | ----------------------- |
| Ackon 32' Sule 79' Issaka 88' | (1–0) Jegyzőkönyv |                         |

| Darul Aman Stadium, Alor Setar Nézőszám: 17 000 Játékvezető: Amand Ancion (belga) |

| 1997. június 26. 19:40 |

| Spanyolország       | 2–0               | Kanada |
| ------------------- | ----------------- | ------ |
| Deus 77' Rivera 90' | (0–0) Jegyzőkönyv |        |

| Darulmakmur Stadium, Kuantan Nézőszám: 10 000 Játékvezető: Abderrahim El Arjoun (marokkói) |

### Negyeddöntők
| 1997. június 29. 17:00 |

| Uruguay       | 1–1 (h. u.)                 | Franciaország |
| ------------- | --------------------------- | ------------- |
| Olivera 68'   | (0–1, 1–1, 1–1) Jegyzőkönyv | Trézéguet 27' |
| Büntetőpárbaj |                             |               |
|               | 7–6                         |               |

| Shah Alam Stadium, Kuala Lumpur Nézőszám: 9000 Játékvezető: Falla N'Doye (szenegáli) |

| 1997. június 29. 17:00 |

| Argentína                  | 2–0               | Brazília |
| -------------------------- | ----------------- | -------- |
| Scaloni 79' Perezlindo 90' | (0–0) Jegyzőkönyv |          |

| Sarawak Stadium, Kuching Nézőszám: 34 896 Játékvezető: Gilles Veissière (francia) |

| 1997. június 29. 20:00 |

| Spanyolország | 0–1               | Írország              |
| ------------- | ----------------- | --------------------- |
|               | (0–0) Jegyzőkönyv | Molloy 52' (11-esből) |

| Shah Alam Stadium, Kuala Lumpur Nézőszám: 9000 Játékvezető: León Padro Borja (mexikói) |

| 1997. június 29. 20:00 |

| Japán           | 1–2 (h. u.)                 | Ghána                    |
| --------------- | --------------------------- | ------------------------ |
| Janagiszava 80' | (0–1, 1–1, 1–1) Jegyzőkönyv | Ansah 9' Ofori-Quaye 97' |

| Larkin Stadium, Johor Bahru Nézőszám: 18 700 Játékvezető: Valenzano Ubaldo Aquino (paraguayi) |

### Elődöntők
| 1997. július 2. 16:30 |

| Írország | 0–1               | Argentína |
| -------- | ----------------- | --------- |
|          | (0–0) Jegyzőkönyv | Romeo 55' |

| Sarawak Stadium, Kuching Nézőszám: 14 976 Játékvezető: Kim Jongdzsu (dél-koreai) |

| 1997. július 2. 20:30 |

| Uruguay                            | 3–2 (h. u.)                 | Ghána                         |
| ---------------------------------- | --------------------------- | ----------------------------- |
| Zalayeta 13' Coelho 45' Perea 105' | (2–1, 2–2, 3–2) Jegyzőkönyv | Lawson 45' Melono 78' (öngól) |

| Shah Alam Stadium, Kuala Lumpur Nézőszám: 15 000 Játékvezető: Karl-Erik Nilsson (svéd) |

### Bronzmérkőzés
| 1997. július 5. 17:30 |

| Ghána   | 1–2               | Írország          |
| ------- | ----------------- | ----------------- |
| Sule 5' | (1–2) Jegyzőkönyv | Baker 2' Duff 33' |

| Shah Alam Stadium, Kuala Lumpur Nézőszám: 28 000 Játékvezető: Peter Prendergast (jamaicai) |

### Döntő
| 1997. július 5. 20:30 |

| Uruguay    | 1–2               | Argentína                  |
| ---------- | ----------------- | -------------------------- |
| García 15' | (1–2) Jegyzőkönyv | Cambiasso 26' Quintana 43' |

| Shah Alam Stadium, Kuala Lumpur Nézőszám: 62 000 Játékvezető: Saad Mane (kuvaiti) |

## Díjak
| Az 1997-es ifjúsági labdarúgó-világbajnokság győztese |
| ----------------------------------------------------- |
| · Argentína · 3. cím                                  |

| 2. helyezett | 3. helyezett | 4. helyezett |
| ------------ | ------------ | ------------ |
| Uruguay      | Írország     | Ghána        |

| Golden Shoe | Golden Ball     | Fair Play Díj |
| ----------- | --------------- | ------------- |
| Adaílton    | Nicolás Olivera | Argentína     |

## Gólszerzők
| 10 gólos - Adaílton 5 gólos - David Trézéguet 4 gólos - Bernardo Daniel Romeo - Juan Román Riquelme - Kosta Salapasidis - Alex - Janagiszava Acusi - Marcelo Zalayeta 3 gólos - Danny Murphy - Michael Owen - Gunter van Handenhoven - Zé Elias - Thierry Henry - Eduardo Lillingston - Deus - Fabian Coelho 2 gólos - Lionel Scaloni - Álvaro - Fernandão - Roni - Junaid Hartley - Park Jin-Sub - Peter Bernard Luccin - Peter Ofori-Quaye - Baba Sule - Michael Cummins - Damien Duff - Trevor Molloy - Jojo Shinji - Óno Harutaka - Javier Farinós - Alberto Rivera Pizarro - Nicolás Olivera | 1 gólos - Jamie Carragher - Paul Shepherd - Pablo Aimar - Esteban Cambiasso - Martín Perezlindo - Diego Placente - Diego Quintana - Daniel Allsopp - Gauthier Remacle - Éder - Steven Bryce - Froylán Ledezma - Alonso Solís - Lee Jung-Min - Lee Kwan-Woo - Chung Seok-Keun - Jorge Flores - Brian West - Yaser Salem Ali - Mohamed Kazim - Serge Dié - Souleymane Cisse - Richard Ackon - Joseph Ansah - Stephen Appiah - Awudu Issaka - Bashiru Gambo - Odartey Lawson - Mohamed Mouktar - Desmond Baker - Neale Fenn - Fukuda Kendzsi - Hirojama Nozomi - Nagai Júicsiró - Nakamura Sunszuke | 1 gólos (folytatás) - Jason Bent - Dwayne De Rosario - Steve Kindel - Li Jinyu - Wang Peng - Szili Attila - Nik Leh Nik - Aissam El Barodi - Khalid Khamma - Tarik Sektioui - Hamid Termina - Carlos Carino - Omar Santacruz - Gerardo Torres - Paulo da Silva Barrios - Cesar Caceres - Gustavo Morinigo - Raúl Román - Juan Samudio - David Albelda - Miguel Ángel Angulo - Diego Ribera Ramírez - Pablo Gabriel García - Hernán Rodrigo López - Alvaro Perea - Inti Podesta 1 öngólos - Ramiro Corrales ( Írország ellen) - Abdulla Ahmed Abdulla ( Anglia ellen) - Niall Inman ( Marokkó ellen) - Alejandro Melono ( Ghána ellen) - Masrom Haled ( Uruguay ellen) - Mikael Silvestre ( Brazília ellen) - Youssef Safri ( Malajzia ellen) |

## Végeredmény
Az első négy helyezett utáni sorrend nem tekinthető hivatalosnak, mivel ezekért a helyekért nem játszottak mérkőzéseket. Ezért e helyezések meghatározásához az alábbiak lettek figyelembe véve:
1. több szerzett pont (a 11-esekkel eldöntött találkozók a hosszabbítást követő eredménnyel, döntetlenként vannak feltüntetve)
2. jobb gólkülönbség
3. több szerzett gól

A hazai csapat és Magyarország eltérő háttérszínnel kiemelve.
| Helyezés | Nemzet                  | M | Gy | D | V | G+ | G– | Gk  | P  |
| -------- | ----------------------- | - | -- | - | - | -- | -- | --- | -- |
| Arany    | Argentína               | 7 | 6  | 0 | 1 | 15 | 7  | +8  | 18 |
| Ezüst    | Uruguay                 | 7 | 4  | 2 | 1 | 14 | 6  | +8  | 14 |
| Bronz    | Írország                | 7 | 4  | 1 | 2 | 9  | 7  | +2  | 13 |
| 4.       | Ghána                   | 7 | 4  | 1 | 2 | 12 | 8  | +4  | 13 |
|          |                         |   |    |   |   |    |    |     |    |
| 5.       | Brazília                | 5 | 4  | 0 | 1 | 25 | 5  | +20 | 12 |
| 6.       | Spanyolország           | 5 | 4  | 0 | 1 | 10 | 3  | +7  | 12 |
| 7.       | Franciaország           | 5 | 3  | 1 | 1 | 10 | 8  | +2  | 10 |
| 8.       | Japán                   | 5 | 2  | 1 | 2 | 12 | 9  | +3  | 7  |
|          |                         |   |    |   |   |    |    |     |    |
| 9.       | Anglia                  | 4 | 3  | 0 | 1 | 9  | 3  | +6  | 9  |
| 10.      | Ausztrália              | 4 | 2  | 1 | 1 | 5  | 4  | +1  | 7  |
| 11.      | Marokkó                 | 4 | 1  | 2 | 1 | 5  | 4  | +1  | 5  |
| 12.      | Mexikó                  | 4 | 1  | 1 | 2 | 6  | 3  | +3  | 4  |
| 13.      | Kanada                  | 4 | 1  | 1 | 2 | 3  | 5  | –2  | 4  |
| 14.      | Belgium                 | 4 | 1  | 1 | 2 | 4  | 14 | –10 | 4  |
| 15.      | Egyesült Államok        | 4 | 1  | 0 | 3 | 2  | 6  | –4  | 3  |
| 16.      | Egyesült Arab Emírségek | 4 | 1  | 0 | 3 | 2  | 13 | –11 | 3  |
|          |                         |   |    |   |   |    |    |     |    |
| 17.      | Paraguay                | 3 | 0  | 2 | 1 | 5  | 6  | –1  | 2  |
| 18.      | Kína                    | 3 | 0  | 2 | 1 | 2  | 3  | –1  | 2  |
| 19.      | Elefántcsontpart        | 3 | 0  | 1 | 2 | 2  | 5  | –3  | 1  |
| 20.      | Dél-afrikai Köztársaság | 3 | 0  | 1 | 2 | 2  | 6  | –4  | 1  |
| 21.      | Dél-Korea               | 3 | 0  | 1 | 2 | 5  | 14 | –9  | 1  |
| 22.      | Costa Rica              | 3 | 0  | 1 | 2 | 3  | 11 | –8  | 1  |
| 23.      | Magyarország            | 3 | 0  | 0 | 3 | 1  | 6  | –5  | 0  |
| 24.      | Malajzia                | 3 | 0  | 0 | 3 | 2  | 9  | –7  | 0  |